# Michael Bauer (Sänger)
Michael Bauer (* 30. September 1662 in Bockau; † Januar 1745 ebenda) war ein deutscher Bergsänger und Bergliederdichter im Erzgebirge.

## Bergsänger
Nach den Aufzeichnungen von Gerhard Heilfurth gehörten zu den Bergsängern noch als Leitgestalt Matthäus Wieser, 1617 in Graslitz geboren, später in Freiberg lebend († 1678) und der Freiberger Liedermacher Christian Gottlieb Lohse (1712–1754). Bergsänger waren Bergleute, die tief verwurzelt in der christlichen Frömmigkeit Liedtexte zu bekannten Kirchenliedern schrieben. Diese Gott preisenden Texte bewegten sich in der bergmännischen Arbeits- und Gedankenwelt. Auch einfache Menschen konnten dieses bergmännische Liedgut mitsingen, da ihnen die zugrunde liegenden Melodien geläufig waren.

### Erzgebirgische Musiktradition
In der Bockau benachbarten Bergstadt Schneeberg war es ab 1500 Brauch, dass die Schichtmeister der Bergwerke als Sänger verpflichtet wurden, soweit sie dafür geeignet waren. Sie leiteten in der Kirche den Chor, aus dem die heutigen Kurrende-Sänger kommen. Häufig werden diese Schichtmeister als „Adjutanten des Kantors“ bezeichnet. Nach der Reformation, durch den Dreißigjährigen Krieg unterbrochen, gab es vielerorts Konturreigesellschafter. Die Bergstädte unterhielten Bergsängerchöre und Bergmusikanten, die am Wochenende und bei hohen Anlässen aufspielten. So zog 1678 der Bergchor auf, als der Kurfürst Schneeberg besuchte. Aus den Bergreihen erscholl die Bergmusik „Glück Auf, der Steiger kommt!“. Auch Bockau verfügte über solch einen der Kirche angegliederten Chor. Diese Musikanten brachten den Bergmannsstand zu neuer Würde, größerem Ansehen und gaben ihm Glanz.
Überall im Erzgebirge pflegte man den Gesang und die Instrumentalmusik. Es entstand eine eigene Musikkultur, die trotz vieler äußerer Einflüsse typisch bergmännisch blieb. In ihr spiegelten sich die Heimatliebe der Bergleute, ihre Naturverbundenheit, ihr Berufsstolz und ihre Lebensfreude wider. Herauszuhören ist aus den Texten neben Trauer auch Klagen gegen soziales Unrecht. Zusammengefasst wurden die Texte in den so genannten „Bergreyhen“. Diese standen anfangs als Sonderbegriff für Liedgut aller Art. Nach und nach umfassten sie nur noch bergmännische Liedersammlungen. Der für das deutsche Volk so typische Normierungsbedarf brachte erstmal 1693 unter dem Oberberghauptmann von Schönberg eine „Bergsänger-Ordnung“ hervor, die deren Aufgabenstellung und Organisation regelte. Die Freiberger Sänger wurden 1710 darauf verpflichtet. Nr. 3 dieser Ordnung schrieb für die Instrumentalbegleitung vor: „Euch nebst dem Singen, Züttern (Bergzithern), Leder(zusammengerolltes Arschleder) und Triangel, keine anderen Seyteninstrumente zu gebrauchen und deren Hautbois, Schallmeyen und Waldhörner Euch erhalten.“ Benutzt werden durften also die Arbeitsgeräte wie Schlägel und Eisen, daneben genauso die Violine und Fiedel und die Bergfummel (Hackbrett).

## Leben
Michael Bauer wurde in das Taufregister als „Michael, Lorentz Bawers Sohn“ eingetragen.
In Bockau gab es zu Zeiten Bauers ein reges Bergwerksleben. Zahlreiche Eigenlehner betrieben Gruben. Von Jugend an arbeitete er unter Tage. Es heißt in seiner Lebensbeschreibung: "Er hat von Jugend an ernstlich in Pochwerken, hernach auf Klüften und Gängen fleißig gearbeitet und ein uraltes Bergwerck erhoben". Diese war die sogenannte "Auferstehungszeche" unter dem Bockauer Friedhof. Bauer lernte den Umgang mit den Erzen zuerst über Tage in einem wasserkraftbetriebenen Pochwerk, das Zittererz zerstampfte. Später auch im Berg, wo er als Hauer einfuhr. 1730 nannte man ihn Spranger, einen "bauenden Gewerken".
In der Auflistung aller Häuser des Ortes wird Bauer als Schichtmeister, Eigenlehner, Richter, Bergsänger beschrieben. Bauer war Schichtmeister in der Grube „Auferstehung“ bzw. „Gottesacker“. Das Amt des Richters verweist auf seine Verdienste innerhalb des Ortes. Bauer heiratete nach den Akten des Pfarrerarchivs 1690 die am 22. Juni 1672 geborene Anna Maria Weigel aus Bermsgrün. Die zwei hatten vier Kinder, nämlich Eva Barbara, Susanna Catharina, Susanna Maria und Johann Christian.
1687 wurde festgehalten, er habe die St. Georg Fundgrube am Heinberg gemietet. Es ist weiterhin überliefert, er habe Anteile auch an Gruben besessen und hätte Kuxe gehalten. Somit ragte Bauer schon als Unternehmer aus der breiten Schicht seines Standes hervor. Man bezeichnete ihn auch als „Herrn“. Dieser erfahrene Bergwerksbesitzer war wie erwähnt eine Zeit lang Richter in Bockau, was ebenfalls von seinem großen Ansehen zeugt.
In Schriften zu seinem Leben wurde aufgezeichnet, Bauers Vorbild sei der Dichter Nikolaus Hermann gewesen. Er lebte in der Blütezeit des Silberbergbaus in Johanngeorgenstadt. Bauer hat sich im Ort gesellschaftlich betätigt. Er war mit den Pfarrern Hertz (Vater und Sohn) befreundet, die seine tiefe Frömmigkeit zu schätzen wussten.
Bauer starb 1745 im Hause seines Bauerngutes, das er 1697 für 500 Goldtaler gekauft hatte, heute Sosaer Straße 5. Im Pfarrsterberegister findet sich folgende Eintragung:
Zitat: „TOB 1745/2 Leichenpredigt und Abdank. best. vor H. Michael Bauer, Begüterten auch ehemaligen Richter h.l. und SchichtMstr. ist beerdigt dom. 1.p. Epiph. war der 10. Januarij 1745 mit 1 Leichenpred. U. Abdanckung. Er hat die AuferstehungsZeche allh. Aufm. GottesAker erschürft. Edirte ein BergReyhen Buch, so zu Schnebg gedrukt ist. Es wird seiner gedacht in Joh. Caspar Wezels analectis hymnicis Tom. II. St. 2. pag. 103. inngleichen in des H. OberPfarrers M.E.G. Grundigs geistl. Bergmännischen Bibliotheca.“ 
Seine Frau Anna Maria starb wahrscheinlich schon 1737.

## Werk
Die Lieder Bauers spiegeln die christlich geprägte Auseinandersetzung der Bergleute mit der Natur wider. Sie stehen im Spannungsfeld zwischen Arbeit und Glauben. Die Wechselbeziehung zwischen beiden wird in den Liedern herausgestellt, sie ist nicht schwer zu durchschauen.
Die Melodien halten sich zwischen weltlicher und geistlicher Singweise. Das leuchtet ein, denn Bauer war ja kein Kantor, hatte nicht Musik studiert, war Autodidakt.
Die wenigen Hinweise über den Unternehmer Bauer werden überdeckt von den breiten Ausführungen zu seinen Liedertexten. Nach Gerhard Heilfurth, seien Bauers Reime schlicht, einfach aufgebaut, klar in der Aussage und tief empfunden und er habe in ihnen trefflich den Volkston seiner Zeit wiedergegeben. Heilfurth schreibt, die Lieder könnten eingeordnet werden zwischen dem weltlichen und geistlichen Volkslied. Deswegen wohl wurden sie gerne gesungen und finden sich wiedergegeben in vielen Sammlungen nach Bauers Tod.
Der Urschrift von 1707 war vorausgegangen der Abdruck eines der Bauer-Lieder in einem sogenannten „Fliegenden Blatt“. 1717 wurden von ihm auf eigene Kosten zum eigenen Vergnügen und eigenen Ehr, alte und neue Lieder verlegt unter dem Titel: Die Sammlung bergmännisches Glückauf. Eine weitere Auflage davon erschien 1726.

## Texte
Nachfolgend die vorhandenen von ihm geschriebenen Texte hintereinander gereiht.
1707
1. Ein Berglied will ich heben an (7 Strophen)
2. Auf, auf Ihr Bergleut' all' (6 Strophen)
3. Einen Berg-Reim wollen wir singen (8 Strophen)
4. Auf, auf Ihr Bergleut' insgemein (7 Strophen)
5. Allein auf Gott setz' Dein Vertrauen (11 Strophen)
6. Nun laßt uns das Bergwerk loben (6 Strophen)
7. Ein Berglied wollen wir heben an (13 Strophen)
8. Herr Gott, Du reicher Schöpfer mein (14 Strophen)

Das Titelblatt, dem 29 Seiten folgen, lautet:
„Unterschiedliche schöne Geistliche Berg-Reyhen/ Einen jeden Bauenden Gewercken/ Steigern und Berg-Leuten zu einem Trost/ Nebst einem Berg-Gebeth/ Wie auch andern schönen Geistlichen Liedern/ auff den ietzigen Zustand der schweren Kriegs-Zeiten/ Einen jeden Christlichen Hertzen wohlmeinet mitgetheilet/ und auffgesetzet von Michael Bauer/ aus der Buckau. Gedruckt im Jahr 1707“.
Es fanden sich dann noch die wohl 1717 zusätzlich erschienenen Titel an den verschiedensten Stellen,
1. Freut Euch, Ihr Berg und Tal (8 Strophen)
2. Auf, auf Ihr Bergleut' insgemein und laßt Euch dieses sagen (7 Strophen)
3. Ein'n Bergreihn wollen wir singen tun (16 Strophen)
4. Freut Euch Ihr Bergleut' all' (7 Strophen)
5. Freut Euch Ihr Bergleut' jung und alt (7 Strophen)